# Ricky Fataar

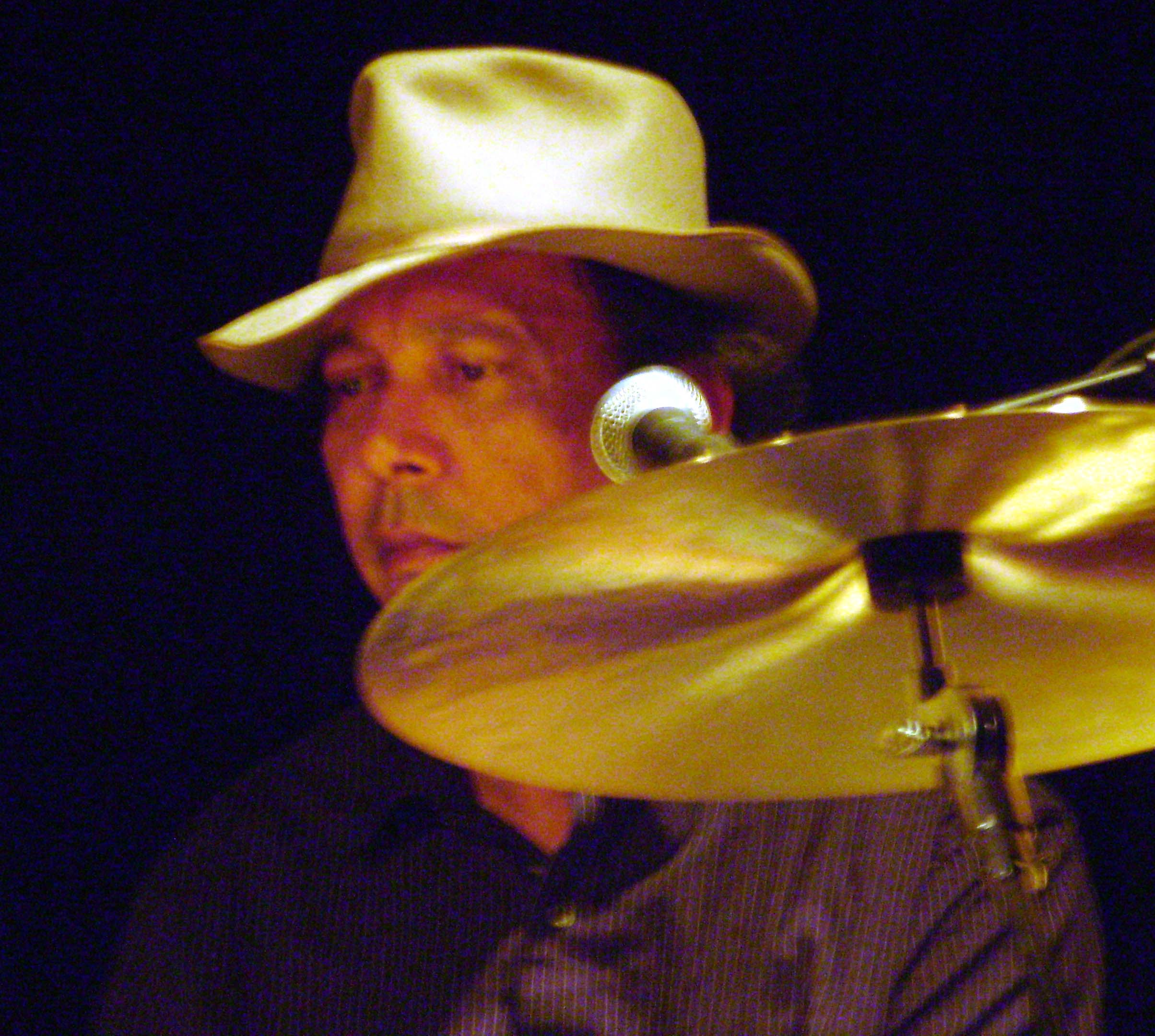
Ricky Fataar en un concierto con John Scofield, Treibhaus Innsbruck 2008

Ricky Fataar (n. 5 de septiembre de 1952, Durban, Sudáfrica) es un multinstrumentista sudafricano de ascendencia Cape Malay, que se ha desempeñado como baterista y guitarrista. Ganó fama como actor en The Rutles: All You Need Is Cash, una parodia de la historia real de The Beatles en la que también actuó como miembro de The Rutles. Junto a Blondie Chaplin integró The Beach Boys editando dos álbumes con ellos. Fataar también es reconocido por sus contribuciones como productor discográfico, y ha trabajado en proyectos de música para cine y televisión.

## Biografía

### The Flames
La primera banda de Fataar fue The Flames, una banda formada en su lugar de nacimiento de Durban, Sudáfrica, en 1963. Se unió a la banda a la edad de nueve años. La banda hizo varias grabaciones, y salió de gira por todo el sur de África y en poco tiempo se hizo muy popular en el país.
En 1968 la banda se trasladó a Londres y comenzó a viajar al Reino Unido. En uno de sus shows, fueron vistos por un miembro de The Beach Boys, Carl Wilson. Quedó impresionado por su talento y les ofreció para integrarse al sello de The Beach Boys, Brother Records. [1] La banda se mudó a Los Ángeles, Estados Unidos, y grabaron y editaron The Flame en 1970 producido por Carl Wilson.

### The Beach Boys
The Flames se disolvieron a finales de 1970, Fataar y su excompañero de banda Blondie Chaplin fueron reclutados por The Beach Boys en marzo de 1972. [2] A Fataar se le pidió que tocara la batería para la banda después de que el baterista Dennis Wilson se lastimó severamente su mano tras golpear un vidrio. El dúo grabó dos álbumes con los Beach Boys y comenzó a viajar con ellos en 1970. El álbum 1972 de los Beach Boys Carl and the Passions - "So Tough" contó con contribuciones musicales y vocales de Chaplin y Fataar. También incluyó dos canciones escritas por el dúo, "Here She Comes" y "Hold On Dear Brother". En el próximo álbum de la banda, Holland, lanzado un año después, ambos músicos grabaron, y proporcionaron vocales, incluyendo el sencillo "Sail On, Sailor", en el cual Chaplin tuvo la voz principal. Además colaboraron con Carl Wilson y Mike Love en la canción "Leaving This Town". En 1973 se editó el primer y único álbum en vivo de The Beach Boys con el dúo sudafricano, The Beach Boys in Concert, en donde apareció una versión en vivo de la canción "We Got Love" escrita por Chaplin, Fataar y Mike Love, originalmente destinada a ser incluida en lanzada en Holland, pero fue retirada para poner en su lugar a "Sail On, Sailor". Fataar participó de la grabación del primer álbum de estudio de Dennis Wilson, Pacific Ocean Blue de 1977. Aunque tanto Fataar como Chaplin habían dejado la banda antes de la grabación del siguiente álbum de estudio de los Beach Boys, 15 Big Ones de 1976, Fataar se lo acredita haber tocado en Keepin' the Summer Alive de 1980.
- Datos: Q351768